# Kazem Rajavi
Kazem Rajavi (auch Kasem Radschawi, persisch کاظم رجوی‎ * 8. Februar 1934 in Tabas; † 24. April 1990 in Coppet, Schweiz) war ein iranischer Rechtsanwalt, Soziologe und Menschenrechtsaktivist sowie Bruder des Oppositionspolitikers Massoud Rajavi.

## Leben
Rajavi hielt sechs Doktorgrade auf den Gebieten Recht, Politikwissenschaften und Soziologie der Universitäten Paris und Genf.
Kurz nach seiner Ernennung durch Abu l-Hasan Banisadr als erster Botschafter der Islamischen Republik bei den Vereinten Nationen in Genf trat er wegen der Hinrichtungen, willkürlichen Verhaftungen und Folterungen durch das Mullah-Regime zurück. Rajavis Vorgänger im Amt war der noch vom Schah eingesetzte Fereydoon Hoveyda.
Nach seiner kurzen Botschaftertätigkeit engagierte sich Rajavi in der Schweiz gegen Menschenrechtsverletzungen im Iran und galt als Vertreter der von Banisadr und seinem Bruder Massoud im Exil gegründeten iranischen Oppositionsbewegung „Nationaler Widerstandsrat Iran“ (NCRI). Er wurde am 24. April 1990 auf offener Straße niedergeschossen, als er auf der Fahrt von Genf in seinen Wohnort Coppet zurückfuhr.
Der Schweizer Untersuchungsrichter Roland Chatelain bestätigte die Verwicklung zahlreicher hochrangiger Vertreter der Iranischen Regierung bei dem aufwändig geplanten Coup. Als Beteiligte wurde Akbar Hāschemi Rafsandschāni, der Geheimdienstminister Ali Fallahian und der spätere Botschafter des Iran in Deutschland, Mohammad Mehdi-Achundsade Basti, genannt. Aufgrund dieser Untersuchungen wurde 16 Jahre nach der Tat wegen Mordes an Rajavi ein internationaler Haftbefehl gegen Ali Fallahian bei Interpol ausgestellt.